# Jan Neplach
Jan Neplach (* 23. Februar 1322 in Hořiněves bei Königgrätz; † vermutlich 13. September 1371 in Opatowitz) war Abt des Benediktinerklosters Opatowitz, Berater des Königs und späteren Kaisers Karl IV. und böhmischer Chronist.

## Leben
Jan Neplach entstammte einer ostböhmischen Vladikenfamilie. Als Schüler der Benediktiner-Klosterschule in Opatowitz wurde er 1332 Novize und legte 1334 die Ordensgelübde ab. Abt Hroznata z Lipoltic schickte ihn 1339 zum Studium der Rechtswissenschaften nach Bologna. 1347 entsandte er ihn zum päpstlichen Hof nach Avignon. Dort erreichte ihn Anfang 1348 die Nachricht vom Tod Hroznatas. Daraufhin ernannte Papst Clemens VI. Jan Neplach zu dessen Nachfolger, und dieser kehrte nach Böhmen zurück.
Sofort nach seinem Amtsantritt ließ Neplach die verkommene Propstei Wrchlab wieder in einen ordentlichen Zustand versetzen. Als Diplomat und Berater des Königs und späteren Kaisers Karl IV. weilte Jan Neplach oft am böhmischen Königs- bzw. Kaiserhof. 1352 gehörte er der Gesandtschaft an, die den neu gewählten Papst Innozenz VI. im Auftrag des Königs aufsuchte. 1354 begleitete er Karl nach Nürnberg, 1355 nahm er an dessen Kaiserkrönung teil. Zum Prager Erzbischof Ernst von Pardubitz unterhielt er ein vertrauensvolles Verhältnis. Dieser hatte Neplach sein 1352 verfasstes Testament und die Niederschrift über das von ihm als Knabe in der Glatzer Pfarrkirche erlebte Mirakel zur Verwahrung übergeben. 1364 nahm Neplach an der Beisetzung des Erzbischofs in der Glatzer Pfarrkirche teil, wo er die von ihm verwahrten Dokumente des Erzbischofs verlas.
Bekannt wurde Neplach auch als Chronist. In den Jahren 1360–1365 entstand die lateinisch geschriebene Chronik „Summula chronicae tam Romanae quam Bohemicae“ (Stručné sepsání kroniky řimské a české), die die böhmische Geschichte bis 1346 behandelt.
Die Chronik schrieb Neplach auf Bitten seines Onkels Martin, der ebenfalls als Mönch dem Kloster Opatowitz angehörte. Da sie im Wesentlichen eine Sammlung aus früheren bekannten böhmischen Chroniken darstellt, soll sie historisch nicht besonders wertvoll sein. Erst bei der Fortführung ab 1266 benutzte Neplach auch eine unbekannte Quelle und bringt Originalberichte aus seiner eigenen Zeit. Die Chronik ist in einer Abschrift erhalten.
Sein Sterbetag wird in den Quellen manchmal auch mit dem 6. Januar 1368 angegeben.

## Werke
- Iohannis Neplachonis Chronicon: Summula chronicae tam Romanae quam Bohemicae (Neplacha, Opata Opatovského, Krátká Kronika Česká Římská a Česká), ed. Josef Emler, in: Fontes Rerum Bohemicarum, Bd. 3, Prag 1882, S. 451–484. Digitalisat, Transkription